# Frohen-le-Grand
Frohen-le-Grand – miejscowość i gmina we Francji, w regionie Hauts-de-France, w departamencie Somma.
Według danych na rok 1990 gminę zamieszkiwało 171 osób, a gęstość zaludnienia wynosiła 32 osoby/km² (wśród 2293 gmin Pikardii Frohen-le-Grand plasuje się na 826. miejscu pod względem liczby ludności, natomiast pod względem powierzchni na miejscu 841.).